# جلوگیری از برخورد سطح PHY
پیشگیری از برخورد در سطح فیزیکی (PLCA) یکی از اجزای زیرلایه همبستگی اترنت است که بین لایه فیزیکی (PHY) و لایه کنترل دسترسی به رسانه (MAC) قرار دارد و در بند ۱۴۸ استاندارد IEEE 802.3 تعریف شده است. هدف PLCA جلوگیری از برخوردهای رسانه‌ای اشتراکی و سربار ارسال مجدد داده‌ها است. این تکنولوژی در استاندارد 802.3cg (10BASE-T1) مورد استفاده قرار می‌گیرد، که به‌ویژه بر روی فراهم کردن اتصال اترنت برای کاربردهای اینترنت اشیاء با برد کوتاه و محیط‌های صنعتی با پهنای باند کم و تحمل نویز بالا تمرکز دارد.
برای اینکه استاندارد چندپخشی 10BASE-T1S بتواند به‌طور مؤثر با CAN XL رقابت کند، نیاز به نوعی داوری (arbitration) وجود داشت. طرح داوری خطی PLCA شباهت‌هایی با سیستم Byteflight دارد، اما PLCA از ابتدا طراحی شده است تا با لایه‌های MAC اترنت که دارای مکانیسم‌های تشخیص شلوغی در رسانه اشتراکی هستند، سازگار باشد. این طراحی از ابتدا به‌طور خاص برای پشتیبانی از رسانه‌های اشتراکی موجود در اترنت به‌ویژه در کاربردهای صنعتی و اینترنت اشیا توسعه یافته است

## عملیات

عملکرد جلوگیری از برخورد در سطح فیزیکی (PLCA) در استاندارد 10BASE-T1S. تصویر شامل دو نمودار شبیه به ردیابی‌های اسیلوسکوپ است که در آن بیکن‌ها با رنگ سبز و قاب داده با رنگ زرد نمایش داده شده‌اند. نمودار بالایی نبود ترافیک را نشان می‌دهد و بیکن‌ها توسط گره اصلی در فواصل زمانی ثابت ارسال می‌شوند. نمودار پایینی وضعیت گره با شناسه 11 را نشان می‌دهد که از فرصت ارسال خود (TO، فرصت‌ها با استفاده از مقیاس شبکه مشخص شده‌اند) استفاده می‌کند. قاب داده فاصله زمانی معمول بین دو بیکن را افزایش می‌دهد.

در یک طرح PLCA، به تمام گره‌ها شماره‌های ترتیبی منحصربه‌فرد (ID) اختصاص داده می‌شود که در بازه‌ای از 0 تا N قرار دارند. شناسه 0 به یک گره خاص به نام "گره اصلی" (Master Node) اختصاص دارد که در دوره‌های بیکار (Idle Intervals)، سیگنال همگام‌سازی را به شکل یک بیکن (یک قاب ضربان خاص) ارسال می‌کند. پس از ارسال بیکن، در طول چرخه PLCA، هر گره فرصتی برای ارسال داده‌ها (Transmission Opportunity یا TO) دریافت می‌کند. هر بازه فرصت ارسال بسیار کوتاه است (معمولاً معادل 20 بیت)، بنابراین سربار برای گره‌هایی که داده‌ای برای ارسال ندارند، بسیار کم است.اگر مدار PLCA تشخیص دهد که فرصت ارسال گره (TO) قابل استفاده نیست (به دلیل اینکه یک گره دیگر با شناسه (ID) پایین‌تر ارسال خود را آغاز کرده و رسانه در ابتدای TO برای این گره مشغول است)، ورودی "برخورد محلی" (Local Collision) به لایه MAC اعمال می‌شود و ارسال داده‌ها به تأخیر می‌افتد. این وضعیت زمانی برطرف می‌شود که گره مجدداً فرصت ارسال خود را دریافت کند.
یک MAC استاندارد به برخورد محلی با اجرای یک بک‌آف (Backoff) واکنش نشان می‌دهد. با این حال، از آنجایی که این اولین و تنها بک‌آف برای این قاب است، بازه بک‌آف برابر با کوتاه‌ترین قاب ممکن است. بنابراین، تایمر بک‌آف قطعاً تا زمانی که TO گره فراهم شود، به پایان می‌رسد و هیچ افت عملکرد اضافی رخ نخواهد داد.